# Dorothea Hochleitner
Dorothea Hochleitner, née le 10 juillet 1925 à Bad Gastein et morte le 11 mai 2012, est une skieuse alpine autrichienne.

## Palmarès

### Jeux olympiques d'hiver
| Épreuve / Édition         | Descente | Slalom géant | Slalom |
| JO 1956 Cortina d'Ampezzo | 7e       | Bronze       | 12e    |

### Championnats du monde
| Épreuve / Édition         | Descente | Slalom géant | Slalom | Combiné |
| JO 1956 Cortina d'Ampezzo | 7e       | Bronze       | 12e    | 4e      |
| Mondiaux 1958 Bad Gastein | 20e      | 9e           | —      | —       |

## Arlberg-Kandahar
- Vainqueur de la descente 1953 à Sankt Anton